# Guillermo Owen
Pour les articles homonymes, voir Owen.
Guillermo Owen, né le 4 mai 1938 à Bogota, est un mathématicien colombien et Professeur de Mathématiques Appliquées à la Naval Postgraduate School de Monterey en Californie, connu pour ses travaux dans la théorie des jeux,.

## Biographie
Guillermo Owen est né le 4 mai 1938, à Bogotá en Colombie, et il a obtenu un diplôme de B. S. de l'Université de Fordham en 1958, et un diplôme de doctor de l'Université de Princeton sous la direction du Dr Harold Kuhn en 1962.
Il a enseigné à l'Université de Fordham (1961-1969), à l'Université de Rice (1969-1977) et à l'Université Los Andes en Colombie (1978-1982, 2008), en plus d'avoir donné des conférences dans de nombreuses universités en Europe et en Amérique latine. Il occupe actuellement le poste de Professeur Distingué de Mathématiques Appliquées à la Naval Postgraduate School de Monterey en Californie.
Il est membre de l'académie colombienne de sciences, l'académie royale des arts et des sciences de Barcelone et dans le de l'  académie des sciences du tiers-monde. Il est éditeur associé de the International Journal of Game Theory.
La Escuela Naval Almirante Padilla de Carthagène (Colombie) lui ont remis un diplôme d'honneur de la Naval Science Professional en juin 2004.
Il a été nommé Président d'Honneur de la XIVe Latin Ibero American Congress on Operations Research - CLAIO 2008. Cartagena, Colombie, en septembre 2008.

## Publications
Il a écrit, traduit et/ou publié treize livres, et environ une centaine d'articles publiés dans des revues comme Management Science, Operations Research, International Journal of Game Theory, American political Science Review et Mathematical Programming, entre autres. Sélection de livres :
- 1968 : LGame theory. Academic Press
- 1970 : Finite mathematics and calculus; mathematics for the social and management sciences (avec M. Evans Munroe)
- 1983 : Information pooling and group decision making : proceedings of the Second University of California, Irvine, Conference on Political Economy. Édité par Bernard Grofman.
- 1999 : Discrete mathematics and game theory.
- 2001 : Power indices and coalition formation. Édité avec Manfred J. Holler.